# Francisco Ferreira Santos
Francisco Ferreira dos Santos, nasceu em Coimbra, em Fevereiro de 1947. Concluiu o curso técnico da Escola Avelar Brotero, em Coimbra, tendo-se licenciado em pintura, na Escola Superior de Belas Artes do Porto. Estudou vitrais e escultura em vidro na Oficina do Mestre Vahamona - Canadá. Estudou vitrofusão e cerâmica com Mestre J. Santilli em Itália. Este foi o início de uma longa caminhada traduzida em exposições diversas, nomeadamente no Canadá, França e Portugal. Paralelamente à actividade de escultor em vidro, desenvolve também trabalhos em vitral e pintura.

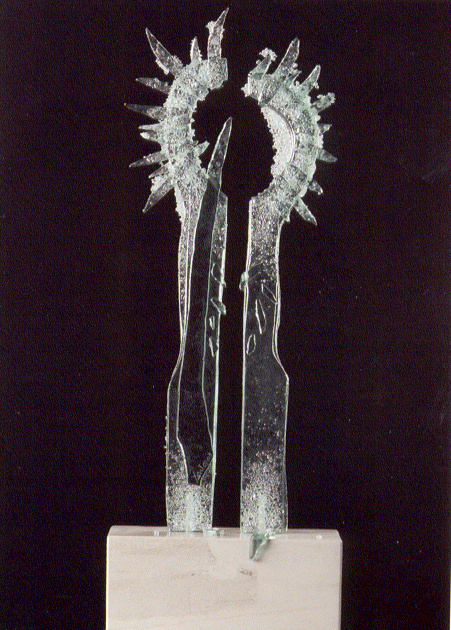
"O Conquistador", Escultura em Vidro

## Exposições Individuais (desde 2001)
“Dispersões”, Escultura em vidro e vitral, Figueira Shopping (Acto inaugural), Figueira da Foz
“A Malangatana”, Vitral, Galeria Augusto Pereira, Montemor-o-Velho
“A Arte do Fogo”, Escultura em vidro e vitral, Salão Barracha, Alcobaça
Sem título, Escultura em vidro e vitral, Casa da Cultura, Nazaré, Portugal
Sem título, Escultura em vidro e vitral, Centro Comercial Fozcenter, Figueira da Foz
“Porque Cantam os Pássaros”, Escultura em vidro, Exposalão-Arte, Batalha
“Do riso fez-se o Pranto”, Escultura em vidro, Galeria Biblioteca Afonso Lopes Vieira, Leiria
“Cumplicidades”, Escultura, Solar da Praça de St.ª Maria, Óbidos
“A Compatibilidade dos Coeficientes”, Escultura, Galeria Augusto Pereira, Montemor-o-Velho
“Pescadores”, Escultura em vidro, Turismo, Tocha 
“O Conquistador”, Escultura em vidro, Castelo de Porto de Mós, Porto de Mós
“Natal Magenta”, Escultura em vidro, Edifício Salvador Caetano, Figueira da Foz
“O Menino de sua Mãe”, Escultura em vidro (temática sobre Fernando Pessoa), Nova Câmbios France, S.A.S., Paris, França
“Na Polpa dos Dedos”, Pintura e Escultura em vidro, Biblioteca Afonso Lopes Vieira, Leiria

## Participação em Exposições Colectivas
“Vidro Artístico Português de Expressão Contemporânea”, Escultura em vidro, Museu do Vidro, Marinha Grande, Portugal 

## Representado / com Obras em
Escultura em Vidro - Museu do Vidro da Marinha Grande; Museu Escolar de Marrazes - Leiria; Associação Fernão Mendes Pinto; Fundação Bissaya Barreto; Biblioteca Afonso Lopes Vieira. Está representado ainda em várias colecções particulares no país e no estrangeiro, entre eles, Estados Unidos da América, Brasil, França, Itália, Alemanha, Canadá, Espanha.
Vitral - Igreja da Misericórdia de Penalva do Castelo; Fundação Bissaya Barreto, Tocha; CEDILE - Centro de Diagnóstico de Leiria; Associação Diogo de Azambuja / Escola Profissional de Montemor-o-Velho, Montemor-o-Velho; Igreja da Gesteira, Soure; Igreja de Chãos, Tomar; Igrejas das Meãs e Arazede, Montemor-o-Velho; Diversas residências particulares no país e no estrangeiro.

## Colaborações
Execução da peça central “Rosa dos Ventos” em vidro fundido, para a Escultura “Terra Brasilis” de Seixas Peixoto, encomendada pela Câmara Municipal de Montemo-o-Velho, para ofertar à cidade geminada de S. José dos Pinhais, Paraná, Brasil, nas Comemorações dos 500 Anos do Achamento do Brasil.